# Wojsznar
Wojsznar herbu Kot Morski (ur. w XIV w., zm. w XV w.) – bojar litewski, adoptowany podczas unii horodelskiej (1413).
Posiadał nazwisko patronimiczne Werkolowicz.

## Życiorys
W 1413 roku podczas unii horodelskiej doszło do przyjęcia przez polskie rodziny szlacheckie, bojarów litewskich wyznania katolickiego (tzw. adopcja herbowa). Jednym z ważniejszych dowodów tamtego wydarzenia jest istniejący do dziś dokument, do którego przyczepione są pieczęcie z wizerunkami herbów szlacheckich.

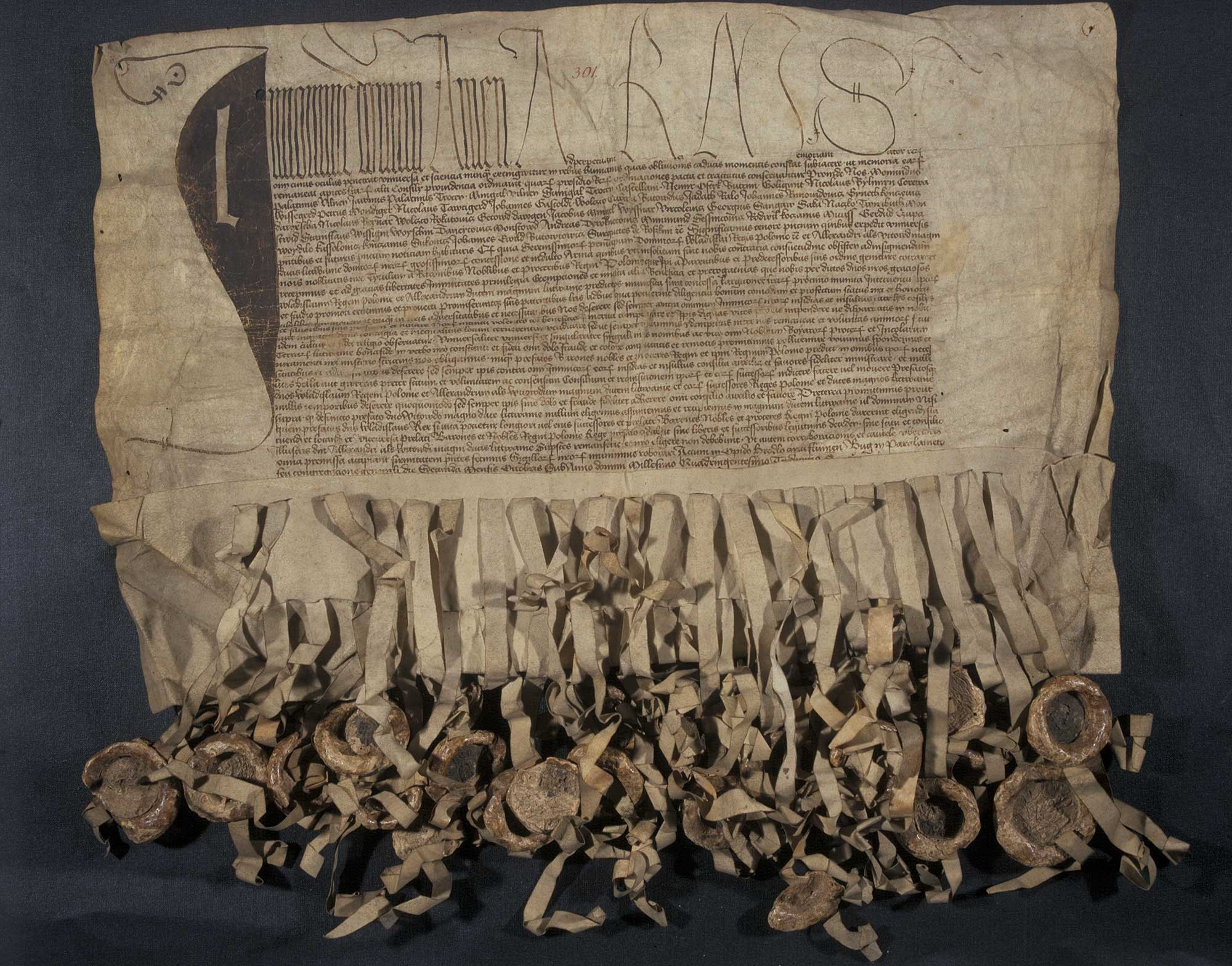
Dokument unii horodelskiej z 1413 roku z przyczepionymi pieczęciami

Z dokumentu dowiadujemy się o istnieniu Wojsznara, który został adoptowany przez przedstawicieli Kotów Morskich. Przywiesił on do aktu swoją pieczęć z następującym napisem w otoku:

s. woysnar werkolowycz

Poza tą informacją historia nie zapisała na temat Wojsznara żadnych wzmianek.

### Życie prywatne
Jego synem był Michał Woysznarowicz, który pojawia się w źródłach historycznych w XV w. w Mińszczyźnie (regionie wokół Mińska, który należały wówczas do Wielkiego Księstwa Litewskiego), gdzie też później żyje jego potomstwo. Przybyli tam z dawnego powiatu oszmiańskiego, gdzie znajdowało się ich gniazdo rodzinne, noszące nazwę Wojsznaryszki (na pograniczu dawnej włości holszańskiej i graużyskiej – ówcześnie Białoruś). Wojsznarowie występują jeszcze w XVI wieku w powiecie oszmiańskim.
Polski historyk, Władysław Semkowicz, spekuluje, że znajdujące się w tym samym powiecie Werkielany, również mogły mieć związek z omawianym bojarem. 
Z uwagi na nazwisko patronimiczne, ojciec Wojsznara miał prawdopodobnie na imię Werkol lub Werkiel.